# Zscherndorf
Zscherndorf ist ein Ortsteil der Stadt Sandersdorf-Brehna, im Landkreis Anhalt-Bitterfeld, in Sachsen-Anhalt.

## Geographie
Zscherndorf liegt westlich von Bitterfeld und südlich von Sandersdorf. In westlicher Richtung wird Zscherndorf von Ramsin, einem weiteren Ortsteil von Sandersdorf-Brehna, begrenzt. Man findet hier mehrere Tagebaurestlöcher.

## Geschichte
Zum ersten Mal urkundlich erwähnt wurde Zscherndorf im Jahre 1310. Der Ort gehörte bis 1815 zum kursächsischen Amt Bitterfeld. Durch die Beschlüsse des Wiener Kongresses kam er zu Preußen und wurde 1816 dem Kreis Bitterfeld im Regierungsbezirk Merseburg der Provinz Sachsen zugeteilt, zu dem er bis 1944 gehörte.
Zscherndorf, Ramsin, Sandersdorf, Heideloh und Renneritz fanden sich 1992 zur Verwaltungsgemeinschaft Sandersdorf zusammen. Diese wurde am 1. Juli 2004 aufgelöst und es wurde die verwaltungsgemeinschaftsfreie Gemeinde Sandersdorf gegründet, die am 1. Juli 2009 nach weiteren Eingemeindungen in Sandersdorf-Brehna umbenannt wurde.

## Wappen
| | Blasonierung: „In Rot ein goldenes Feuerwehrhaus mit Turm, schwarzen Toren und Fenstern, begleitet von je drei silbernen Eichenblättern mit Eicheln.“ |
| Wappenbegründung: Die Farben sind Gelb (Gold) - Rot. Die Feuerwehr des Dorfes hat eine lange und für die Region bedeutende Tradition, die alljährlich mit dem „Tag der Feuerwehr“ gewürdigt wird. Der aus gelben Ziegeln in den 30er Jahren errichtete Feuerwehrturm ist ein zentrales und den Ort überragendes Gebäude. Der Ort und seine Bürger identifizieren sich mit dieser Symbolik. Die beiden Eichenzweige geben die natürliche Umgebung des Dorfes wieder. Das Wappen wurde von dem Heraldiker Jörg Mantzsch aus Magdeburg gestaltet, am 23. Februar 1994 durch das Regierungspräsidium Dessau genehmigt und im Landesarchiv Sachsen-Anhalt unter der Wappenrollennummer 8/1994 registriert. | |

## Freiwillige Feuerwehr
Die Freiwillige Feuerwehr Zscherndorf wurde am 16. Januar 1910 gegründet und sorgt seitdem für den Brandschutz und die allgemeine Hilfe hier und innerhalb der Stadt Sandersdorf-Brehna. Die Feuerwehr gliedert sich in Einsatzabteilung, Altersabteilung, Jugendfeuerwehr und Kinderfeuerwehr namens „Löschzwerge“. Das Feuerwehrhaus, indem sich drei Einsatzfahrzeuge befinden, ist auf dem Wappen des Ortsteils zu sehen und steht unter Denkmalschutz.

## Gedenkstätten
Ca. 1 km südöstlich des Zscherndorfer Friedhofes befindet sich ein Sowjetischer Ehrenhain mit insgesamt 191 Grabstätten für Kriegsgefangene sowie sowjetische Frauen und Männer, die während des Zweiten Weltkrieges nach Deutschland verschleppt, im Lager „Marie“ (Außenstelle des KZ Buchenwald) konzentriert und für Zwangsarbeit eingesetzt wurden (Geokoordinaten N 51° 36' 22.4856 E 12° 16' 52.4424).
Detailliert sind auf dem Friedhof sind 52 Militärangehörige, 115 Fremdarbeiter, 22 andere Bürger und zwei unbekannte Personen beerdigt.
Russische Forum-Seite mit umfangreichen Informationen, teilweise Deutsch

## Sport
Mit dem VfB Zscherndorf 1919 hat der Ort einen eigenen Fußballverein. Zwischenzeitlich verschwand der Verein von der Fußballlandkarte des Landkreises, doch nach der Neugründung im Jahre 2004 ist man dabei, den Verein wieder aufzubauen und fügte eine A-Jugend-Mannschaft ein. Außerdem verfügt Zscherndorf noch über eine Tischtennis-Mannschaft.